# Спасское (Широковский район)
Спасское (укр. Спаське, до 2016 г. — Свердловское) — село, Чапаевский сельский совет, Широковский район, Днепропетровская область, Украина.
До 2016 года село носило название Свердловское.
Код КОАТУУ — 1225883311. Население по переписи 2001 года составляло 4 человека.

## Географическое положение
Село Спасское находится на расстоянии в 1,5 км от села Дачное.
Вокруг села несколько ирригационных каналов.